# Vergadering der Konventsvoorzitters
De Vergadering der Konventsvoorzitters (VKV) is het overlegorgaan van de Konventen, Schamper en Urgent.fm aan de Universiteit Gent. De VKV vertegenwoordigt aldus al de erkende studentenverenigingen in de Belgische stad Gent. Hiertoe beschikt de VKV over een afgevaardigde in de sociale raad van de UGent en de Gentse StudentenRaad.
De VKV beslist over de subsidieverdeling tussen de verschillende konventen, betwistingen over erkenningsaanvragen, geeft advies over de werking van het studentenhuis de Therminal en fungeert als konventsbestuur voor de evenementsverenigingen die instaan voor de Massacantus en de 12urenloop. Tot slot organiseert de VKV, al dan niet in samenwerking met de Gentse StudentenRaad, verschillende grote evenementen zoals het Groot UGent Dictee of de Glazen WC in het kader van Music For Life.

## Samenstelling
De stemgerechtigde leden van de VKV zijn de 7 konventsvoorzitters, de hoofdredacteur van Schamper en de praeses van Urgent.fm. De vergaderingen worden voorgezeten door de studentenbeheerder. De resterende leden van de VKV zijn de vertegenwoordigers in de sociale raad en de Gentse StudentenRaad, de voorzitters van het Massacantus-comité en het 12urenloopcomité en de voorzitter van de Gentse StudentenRaad.